# United Progressive Alliance
United Progressive Alliance (Förenade framstegsalliansen) är en indisk politisk allians (eller koalition) bildad inför valet till Lok Sabha 2004. 
Alliansen leds av Kongresspartiet, och innefattade inledningsvis vidare de politiska partierna Rashtriya Janata Dal, Dravida Munnetra Kazhagam, Nationalist Congress Party, PMK, TRS, JMM, Lok Jan Shakti Party, MDMK, AIMIM, PDP, IUML, RPI (A), RPI (G), KC(J), Samajwadi Party, Trinamoolkongressen, Jammu & Kashmir National Conference och Sikkim Democratic Front.
Alliansen bildade regering under ledning av Manmohan Singh i maj 2004 och enades om att föra en politik baserad på följande principer:
1. Att sträva efter social harmoni, och att tillämpa lagen lika för alla, för att komma till rätta med extrema element som stör harmonin och freden i samhället.
2. Att sträva efter en ekonomisk tillväxt på minst 7-8% per år under minst ett decennium, på ett sätt som ökar antalet arbetstillfällen och som ger varje familj ett säkert och drägligt liv.
3. Att öka välfärden i lantbrukar- och lantarbetarbefolkningen, särskilt i den oorganiserade sektorn, och att tillförsäkra familjerna till personer sysselsatta i dessa sektorer en säker framtid, att arbeta för jämställdhet mellan könen, såväl politiskt, utbildningsmässigt, ekonomiskt som rättsligt.
4. Att tillförsäkra positivt diskriminerade grupper (scheduled castes, scheduled tribes, backward castes, men här även religiösa minoriteter) jämlikhet ifråga om arbete, utbildning m.m.

Alliansen lovade också att bekämpa korruptionen och att alltid hålla regering och förvaltning transparent och ansvarig.
Den kritiserades under mandatperioden för att inte leva upp till dessa målsättningar och flera partier har hoppat av valalliansen.